# Samira Magroun
Samira Magroun (arabe : سميرة مقرون), née le 24 janvier 1987 à Bizerte, est une actrice tunisienne.

## Biographie

### Carrière
Après avoir obtenu son baccalauréat, elle suit des études en littérature anglaise puis étudie dans une école formant au métier d'hôtesse de l'air ; elle est recrutée par la compagnie Nouvelair Tunisie.
En 2007, elle participe à l'émission de Sami Fehri, Dlilek Mlak. Une fois l'émission terminée, elle est contactée par ce dernier qui lui propose de participer au casting de la série Maktoub ; elle obtient alors le rôle de Cyrine.
Par la suite, elle interprète le rôle de Lobna dans la série Garage Lekrik. En 2010, elle apparaît dans deux séries syriennes : Takht Charki et Dhakiret El Jassad aux côtés de Dhafer El Abidine.

### Vie privée
En 2012, elle officialise son union avec le footballeur Adel Chedli avec l'annonce de leurs fiançailles. Ils font la couverture du magazine people Tunivisions en juillet de la même année. En octobre, Samira Magroun donne naissance à un garçon prénommé Koussay. Le couple divorce après deux ans de mariage.

## Filmographie

### Cinéma
- 2015 : Karam El-King de Hazem Fouda et Sofi Haddad

### Télévision

#### Séries tunisiennes
- 2008-2014 : Maktoub de Sami Fehri : Cyrine
- 2010 : Garage Lekrik de Ridha Béhi : Lobna
- 2013 : Allô Maa de Kaïs Chekir
- 2019 : Ali Chouerreb (saison 2) de Madih Belaïd et Rabii Tekali : Zlaikha
- 2021 : Inchallah Mabrouk de Bassem Hamraoui : Hasna
- 2022 : El Foundou (saison 2) de Saoussen Jemni : Hanen
- 2025 : Salla Salla de Mohamed Ali Mihoub : Melek

#### Séries étrangères
- 2010 :
  - Takht Charki de Racha Chabartji
  - Dhakiret El Jassad de Najdat Ismail Anzour
- 2015 : Baad El Bedaya d'Ahmed Khaled Moussa
- 2016 : Waad d'Ibrahim Fakhar

#### Émissions
- 2007 : Dlilek Mlak sur Tunisie 7
- 2014 : Taxi 2 sur Nessma